# Ufficio delle Nazioni Unite per gli affari dello spazio extra-atmosferico
L'ufficio delle Nazioni Unite per gli affari dello spazio extra-atmosferico (UNOOSA, dall'inglese United Nations Office for Outer Space Affairs) è un ufficio delle Nazioni Unite creato con la risoluzione dell'Assemblea Generale 1348 (XIII) del 13 dicembre 1958.
L'ufficio ha sede a Vienna. L'ufficio supervisiona i programmi spaziali dei vari paesi, tiene il registro degli oggetti spaziali lanciati nello spazio.
L'ufficio provvede anche a finanziare i progetti delle nazioni che vogliono creare un programma spaziale in modo pacifico.
L'ufficio è stato diretto dal 23 marzo 2014 al 22 marzo 2022  da Simonetta Di Pippo.